# Perbes
Perbes (llamada oficialmente San Pedro de Perbes) es una parroquia del municipio de Miño, en la provincia de La Coruña, Galicia, España.

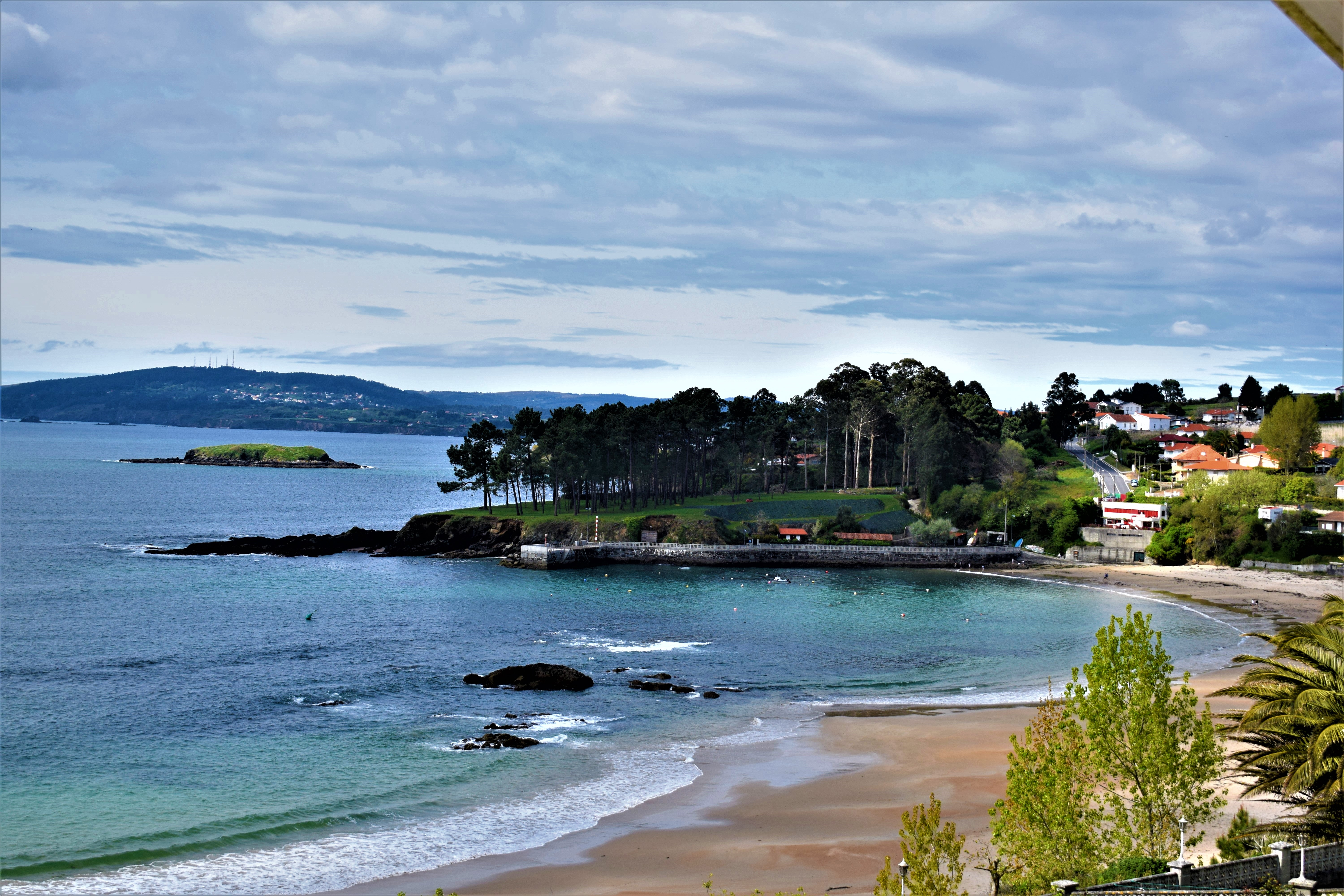
Playa de Perbes

## Entidades de población
Entidades de población que forman parte de la parroquia:
- A Amieira
- A Fonte
- A Fonte da Leira
- A Leira
- Allares
- A Picota
- As Viñas
- A Vesada
- Bermaño
- Berrugueiras
- Bollo
- Caldeviñas
- Fondal (O Fondal)
- Granxa (A Granxa)
- Nigrofe
- O Couto
- O Covo
- O Curro
- O Pedregal
- O Quinteiro
- Os Currás
- O Terrón
- Perbes
- Río (Río de Bañobre)
- Sambollo
- Torre (A Torre)

## Demografía
| Gráfica de evolución demográfica de Perbes entre 2000 y 2018 |
|                                                              |
| Población de derecho según el padrón municipal del INE       |